# مالی کرچیمیر
مالی کرچیمیر (به صربی: Mali Krčimir) یک منطقهٔ مسکونی در صربستان است که در Gadžin Han واقع شده‌است.